# Гаральд цур Гаузен
Гаральд цур Гаузен (нім. Harald zur Hausen; 11 березня 1936, Гельзенкірхен, Німеччина — 28 травня 2023, Гайдельберг) — німецький медик і учений, лауреат Нобелівської премії з фізіології і медицини 2008 року, яку він розділив з Люком Монтаньє і Франсуазою Барре-Сінуссі. Цур Гаузен відкрив роль папіломавірусу в розвитку раку шийки матки. Нині — професор у відставці.

## Життєпис
Гаральд цур Гаузен з Центру вивчення ракових захворювань у Гейдельберзі в 1970-х роках почав досліджувати роль папіломавірусу людини в розвитку раку шийки матки — це другий з поширеності серед жінок різновид раку, що вражає щорічно близько 500 тисяч чоловік. Учений припустив, що клітини пухлини, якщо вони містять онкогенний вірус, повинні містити вірусну ДНК, інтегровану в геном. У 1983 році йому вдалося виявити різновид ДНК-вірусу в пухлині і, отже, відкрити канцерогенний тип вірусу HPV16. У 1984 році він клонував HPV16 і 18, узяті у хворих раком шийки матки.
Як показали результати досліджень, папіломавірус людини був виявлений у 99,7 % жінок, у яких був підтверджений діагноз раку шийки матки.
Відкриття зв'язку між вірусом і пухлиною відкрило дорогу до успішного лікування — достатньо вакцини від вірусу, щоб на 95 % забезпечити захист від інфекції. Сьогодні для запобігання раку в багатьох країнах світу щепиться багато дівчаток.
Став членом Гайдельберзької академії наук.
Почесний професор НПУ імені М.П. Драгоманова.